# Conflit d'Ituri
 (septembre 2021).
Batailles
Massacre de Bogoro - Massacre de Plaine Savo
Le conflit d'Ituri également connu sous le nom de guerre d'Ituri est un conflit armé qui a débuté en 1999 dans le district de l'Ituri situé dans la province Orientale au nord-est de la république démocratique du Congo.
Bien que les tensions entre les communautés lendu et hema remontent aux années 1970, le conflit a atteint son apogée pendant la deuxième guerre du Congo (1998-2002), opposant principalement des milices issues de ces communautés. Parmi les acteurs majeurs du conflit, la Force de résistance patriotique de l'Ituri (FRPI), une milice Lendu formée en 2002, joue un rôle prépondérant.
En 2003, la deuxième guerre du Congo s'est officiellement terminée avec l'accord de Pretoria, et cette même année, l'opération Artemis est déployé dans la région afin de mettre fin aux combats. 
Cependant, un conflit de basse intensité a persisté dans la province de l'Ituri, causant des milliers de morts supplémentaires. Cette résurgence est due à l'absence d'une autorité centrale forte, menant à la formation de zones contrôlées par diverses milices qui se disputent les ressources naturelles de la région. 
Malgré les efforts de paix et les interventions internationales, la région reste instable, marquée par des flambées de violence sporadiques.

## Causes et préludes
En 1911, la guerre éclate après l’assassinat du grand chef hema, Bomera, par les Indru (appelés aussi Walendu-Bindi, Lendu-Bindi ou Lendu-Sud). Les hostilités s’étendront l’année suivante dans le territoire de Djugu.
Par la suite les tensions entre les Hema et les Lendu ont éclaté à plusieurs reprises, notamment en 1972, 1985 et 1996, principalement en raison de disputes foncières. Lors de ces incidents, les autorités locales sont intervenues rapidement pour mettre fin aux violences, utilisant des mécanismes traditionnels d’arbitrage et de médiation. 
Lors de la deuxième guerre du Congo, en 1999, les troupes ougandaises se servirent de ce contentieux pour former des milices armées ethniques pour mieux contrôler la population mais aussi pour l'extraction et le commerce (illégal) d'or. Après le départ des forces armées ougandaises, les cartels criminels impliqués dans ce trafic restèrent sur place et continuèrent à s'appuyer sur les milices rurales et autres groupes d’autodéfense ; différents témoignages s’accordent pour affirmer que depuis l’époque coloniale, on n'a jamais déploré un quelconque conflit de terre entre les peuples hema et ce en dépit de l’enchevêtrement de leurs villages particulièrement dans le territoire de Djugu. L'ethnicité est instrumentalisée dans des buts économiques, politiques locaux, nationaux et internationaux. Plusieurs opérations de nettoyages ethniques, avec comme point culminant le massacre d'un millier de Biras et de Hemas à l'hôpital de Nyankunde,.

## 2002-2003: apogée et fin
Le 16 décembre 2002, l’accord global et inclusif de Pretoria met officiellement fin à la deuxième guerre du Congo. Conformément à ce traité de paix, l'armée ougandaise qui occupait le district de l'Ituri se retire de son chef-lieu Bunia le 6 mai 2003. Aussitôt, des milices lendu lancent un raid sur la ville et massacrent plusieurs dizaines de Hemas sans que l'on puisse avoir un bilan exact du nombre de victimes. La même semaine, les Hemas organisent à leur tour des attaques meurtrières en représailles.
Des dizaines de milices, bandes armées et seigneurs de la guerre, utilisant parfois des enfants-soldats, font régner la terreur dans la région, la situation est chaotique et la population est prise en otage. Certaines milices sont encore contrôlées par l'armée ougandaise, avec parfois des concurrences entre les généraux ougandais eux-mêmes car liés à des réseaux criminels et des trafics. Le Rwanda et le gouvernement de Kinshasa appuient eux aussi certaines milices.
Les forces de la Mission de l'Organisation des Nations unies en république démocratique du Congo (Monuc) déployées dans la région sont dépassées mais en juin 2003, l'ONU autorise l'Union européenne à déployer l'opération Artémis, 2 000 soldats essentiellement français. Bunia est sécurisée, certaines milices neutralisées, des mandats d’arrêts internationaux sont lancés contre les seigneurs de la guerre les plus notables, et plusieurs d'entre eux sont effectivement emprisonnés à La Haye pour être jugés devant la Cour pénale internationale : les Hemas Thomas Lubanga et Bosco Ntaganda, et les Lendus Mathieu Ngudjolo Chui et Germain Katanga, accusés d'être responsables du massacre de Bogoro. Les fonctionnaires et militaires de la Monuc à Bunia sont eux aussi accusés de crimes, en particulier d'organiser et de profiter de réseaux de prostitution avec parfois des mineures et même des enfants.

### Massacre de Bogoro
Le 24 février 2003, une attaque menée par Germain Katanga et Mathieu Ngudjolo Chui, chefs de milice congolais issus la FPRI et du FNI, a lieu contre le camp militaire et le village de Bogoro, principalement peuplé de Hemas. Au cours de cette attaque 200 civils sont tués et de nombreux autres subissent des exactions.
Cela conduit la Cour pénale internationale à délivrer des mandats d'arrêt pour crimes de guerre et crimes contre l'humanité et en particulier pour « meurtres, viols, esclavage sexuel, utilisation d’enfants-soldats, attaques contre des civils, pillage, destruction de biens ».
Arrêtés par les autorités congolaises, Germain Katanga et Mathieu Ngudjolo Chui sont transférés à la CPI à La Haye le premier le 17 octobre 2007 et le second le 7 février 2008. À la suite du procès, Germain Katanga est reconnu coupable d'une partie des chefs d'accusation mais blanchi des accusations de viol et esclavage sexuel. Il est condamné à 12 ans de réclusion sachant qu'il en a déjà effectué sept depuis son arrestation. L'absence d'appel de l'accusation entraîne un désaccord entre les différentes parties liées à l'accusation. De son côté, Mathieu Ngudjolo Chui est acquitté le 18 décembre 2012 des charges de crimes de guerre et de crimes contre l'humanité. Ce verdict est ensuite confirmé par la Chambre d'appel.

## Reprise depuis 2008
Même si la deuxième guerre du Congo s'achève officiellement en 2003, un conflit de basse intensité se poursuit durant plusieurs années en Ituri, avec des dizaines de milliers de morts supplémentaires. Cette résurgence du conflit a pour cause à la fois l'absence de réelle autorité dans la région, devenue un patchwork de zones revendiquées par des milices armées, et la compétition entre les divers groupes armés pour le contrôle des ressources naturelles de la région. Le groupe rebelle le plus important est le Force de résistance patriotique de l'Ituri (FRPI), basé à Walendu Bindi et formé en 2002.
La moitié des membres de cette milice sont des enfants-soldats âgés de moins de 18 ans, certains ayant à peine huit ans.

### Attaques du FRPI (2008–2012)
Malgré le cessez-le-feu accepté en 2006, un groupe dissident de militants du FRPI lance des attaques sporadiques sur les forces gouvernementales et la population civile à partir de 2008. Ces attaques comportent de nombreuses atrocités, viols, incendies, rapts,,,.
En janvier 2010, Kakado Barnaba Yunga, le chef spirituel du FPRI passe en procès à Bunia. Yunga est accusé de rébellion, rapt, viol et cannibalisme, parmi d'autres crimes,.
Durant les années suivantes, des dizaines de milliers de civils sont déplacés par les militants du FRPI, qui continuent à les attaquer et perpétrer de nombreux crimes,,,,.

### Contre-attaques des FARDC et offre de reddition (2012–2014)
En raison de l'intensification des attaques de la Force de résistance patriotique de l'Ituri (FRPI), les Forces armées de la république démocratique du Congo  (FARDC) entament des opérations à grande échelle contre le groupe armé. Du bétail et d'autres biens volés sont récupérés et restitués à la population locale,. Peu à peu, les militants FRPI se désunissent, et nombreux sont incorporés au sein des FARDC,.
En septembre 2014, la MONUSCO ouvre un bureau dans le village d'Avebo dans le but de fournir aux militants un endroit pour se rendre, avec un succès mitigé,,. Le chef Cobra Matata, par exemple, se rend aux autorités congolaises le 21 novembre 2014,, mais le FRPI n'abandonne pas pour autant.

### Nouveaux combats (depuis 2014)
En dépit des efforts du gouvernement, le FRPI lance constamment des attaques contre les civils, créant une résurgence après 2014. Davantage de biens sont volés et de crimes sont commis,,,. Il est possible que les militants utilisent des bases en Ouganda comme soutien pour leurs opérations.

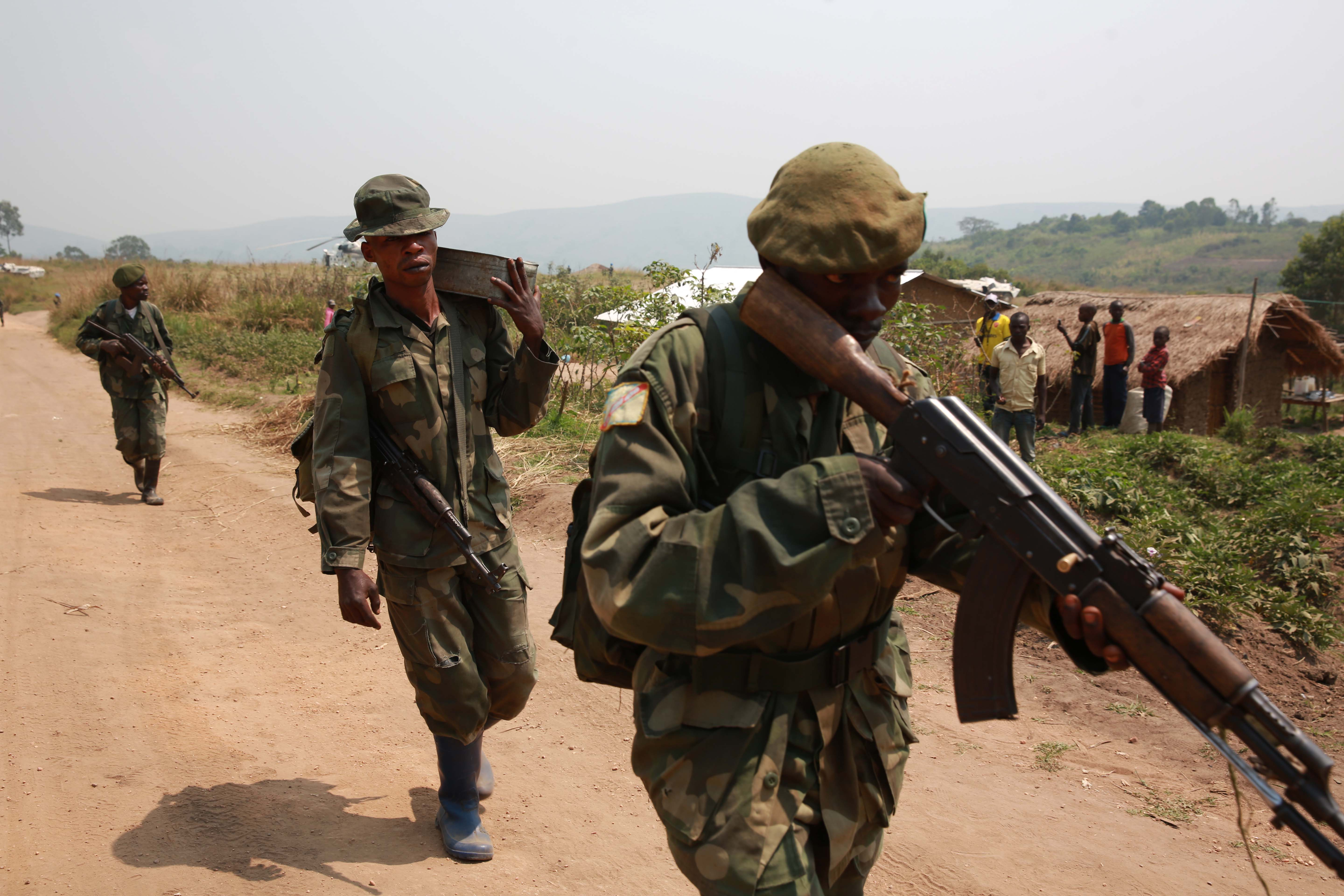
Des militaires FARDC en patrouille à Aveba en 2015.

Bien que le commandant des FRPI Mbadu Adirodu ait promis la reddition de 300 militants en mai 2015, en juin les négociations de paix sont rompues et le combat continue,,.
En juin 2023, au moins 46 personnes sont tuées par la Coopérative pour le développement du Congo (CODECO), une milice lendu, dans un camp de personnes déplacées, dans le district de Bahema Badjere.
En juillet 2024, des miliciens de la CODECO attaquent la ville de Pluto, contrôlée par la milice Zaïre, provoquant le déplacement de la population. Après quatre heures de combats, les Forces armées de la République démocratique du Congo (FARDC) interviennent. Treize soldats de Zaïre, sept soldats de la CODECO et six soldats des FARDC sont tués.
En mars 2025, les FARDC ont pris le contrôle du quartier général de la milice Mobondo dans le village de Lweme, tuant huit miliciens, dont le chef « Cobra », dans le territoire de Kwamouth.